# Levan Kobiasjvili
Levan Kobiasjvili (Georgisch: ლევან კობიაშვილი) (Tbilisi, 10 juli 1977) is een voormalig profvoetballer uit Georgië. Hij speelde als middenvelder bij Georgische en Duitse clubs. Hij beëindigde zijn profcarrière in 2014 bij het Duitse Hertha BSC, waarna hij in 2015 hoofd van de Georgische voetbalbond werd en de landelijke politiek in ging namens Georgische Droom.

## Voetbal

### Clubcarrière
Kobiasjvili begon met voetballen bij Avaza Tbilisi. Daarna speelde hij in de Georgische competitie voor Gorda Roestavi en Dinamo Tbilisi. In 1997 werd hij kort verhuurd aan het Russische Alania Vladikavkaz, waarna hij de overstap naar Duitsland maakte.
Hier speelde hij eerst op huurbasis voor SC Freiburg in de 2. Bundesliga, waarna hij bij deze club gecontracteerd werd en voor de club in de Bundesliga speelde. In 2003 nam Schalke 04 hem over. Hij speelde ruim zes seizoenen bij de club in Gelsenkirchen, maar werd in december 2009 voor zes maanden verhuurd aan Hertha BSC. Dat nam hem daarna in 2010 definitief over.
Op maandag 4 juni 2012 kreeg Kobiasjvili de langste schorsing ooit in de Duitse Bundesliga opgelegd. Hij mocht 7,5 maanden niet in actie komen, zo oordeelde de tuchtcommissie van de Duitse voetbalbond, nadat hij op 15 mei 2012 na afloop van de degradatiewedstrijd tegen Fortuna Düsseldorf een klap had uitgedeeld aan scheidsrechter Wolfgang Stark. In 2014 zwaaide Kobiasjvili bij Hertha BSC af als profvoetballer.

### Interlandcarrière
Kobiasjvili debuteerde op 1 september 1996 voor het Georgisch voetbalelftal in de vriendschappelijke wedstrijd tegen Noorwegen (1-0). Hij speelde honderd interlands voor zijn vaderland.

### Voetbalbond
Na beëindiging van zijn profcarrière in Duitsland ging Kobiasjvili terug naar Georgië. In 2015 werd hij gekozen tot hoofd van de Georgische voetbalbond. Onder zijn hoede stemde de bond kort na zijn aantreden tegen de Kosovaarse toetreding tot de UEFA. In een toelichting gaf Kobiasjvili aan dat hier het Georgische buitenlands beleid aan ten grondslag lag. Vanwege de afscheidingsconflicten Abchazië en Zuid-Ossetië erkent Georgië de onafhankelijkheid van Kosovo niet.

## Politieke carrière
In 2016 maakte Kobiasjvili zijn entree in de nationale politiek toen hij voor Georgische Droom in het parlement van Georgië werd gekozen. Hij was kandidaat in een enkelvoudig kiesdistrict in hoofdstad Tbilisi en won deze in twee ronden. Kobiasjvili nam zitting in de parlementaire commissie voor Sport. Hij bleef tijdens zijn parlementslidmaatschap aan als voorzitter van de Georgische voetbalbond.
Voor de parlementsverkiezingen van 2020 was Kobiasjvili kandidaat op zowel de partijlijst van Georgische Droom als in het enkelvoudige kiesdistrict Gldani in Tbilisi. In het district was partijleider Nika Melia van de grootste oppositiepartij Verenigde Nationale Beweging zijn belangrijkste tegenstander. In de eerste ronde kreeg Melia de meeste stemmen, waarna een tweede ronde de beslissing moest brengen. De oppositie boycotte de tweede ronde in de districten, vanwege vermeende verkiezingsfraude op de eerste stemdag, waardoor Kobiasjvili de tweede ronde won en terugkeerde in het parlement. In 2024 werd hij niet meer door de partij gekandideerd.

## Statistieken
| Seizoen | Club           | Land               | Competitie    | Wedstrijden | Doelpunten |
| ------- | -------------- | ------------------ | ------------- | ----------- | ---------- |
| 1993/94 | Avaza Tbilisi  | Vlag van Georgië   | Umaglesi Liga | 3           | 0          |
| 1993/95 | Gorda Roestavi | Vlag van Georgië   | Umaglesi Liga | 48          | 0          |
| 1995/98 | Dinamo Tbilisi | Vlag van Georgië   | Umaglesi Liga | 34          | 3          |
| 1997/98 | SC Freiburg    | Vlag van Duitsland | 2. Bundesliga | 15          | 1          |
| 1998/99 | SC Freiburg    | Vlag van Duitsland | Bundesliga    | 26          | 3          |
| 1999/00 | SC Freiburg    | Vlag van Duitsland | Bundesliga    | 33          | 6          |
| 2000/01 | SC Freiburg    | Vlag van Duitsland | Bundesliga    | 30          | 7          |
| 2001/02 | SC Freiburg    | Vlag van Duitsland | Bundesliga    | 31          | 4          |
| 2002/03 | SC Freiburg    | Vlag van Duitsland | 2. Bundesliga | 28          | 10         |
| 2003/04 | FC Schalke 04  | Vlag van Duitsland | Bundesliga    | 29          | 0          |
| 2004/05 | FC Schalke 04  | Vlag van Duitsland | Bundesliga    | 32          | 3          |
| 2005/06 | FC Schalke 04  | Vlag van Duitsland | Bundesliga    | 32          | 1          |
| 2006/07 | FC Schalke 04  | Vlag van Duitsland | Bundesliga    | 29          | 3          |
| 2007/08 | FC Schalke 04  | Vlag van Duitsland | Bundesliga    | 13          | 1          |
| 2008/09 | FC Schalke 04  | Vlag van Duitsland | Bundesliga    | 29          | 0          |
| 2009/10 | FC Schalke 04  | Vlag van Duitsland | Bundesliga    | 4           | 1          |
| 2009/10 | Hertha BSC     | Vlag van Duitsland | Bundesliga    | 16          | 0          |
| 2010/11 | Hertha BSC     | Vlag van Duitsland | 2. Bundesliga | 32          | 3          |
| 2011/12 | Hertha BSC     | Vlag van Duitsland | Bundesliga    | 31          | 2          |
| 2012/13 | Hertha BSC     | Vlag van Duitsland | 2. Bundesliga | 11          | 1          |

- Bijgewerkt tot 13 augustus 2013

## Erelijst
FC Dinamo Tbilisi
- Georgisch landskampioen

1995, 1996, 1997, 1998
- Georgisch bekerwinnaar

1995, 1996, 1997
 SC Freiburg
- Georgisch voetballer van het jaar

2000
- 2. Bundesliga

2003
 Schalke 04
- UEFA Intertoto Cup

2003, 2004
- Winnaar Ligapokal

2005
- Georgisch voetballer van het jaar

2005
 Hertha BSC
- 2. Bundesliga

2011, 2013